# The Originals II
The Originals II és una compilació de la banda Kiss.

## Llista de cançons
Disc 1
1. Detroit Rock City – 05:20
2. King of the Night Time World – 03:13
3. God of Thunder – 04:13
4. Great Expectations – 04:21
5. Flaming Youth – 02:55
6. Sweet Pain – 03:20
7. Shout It Out Loud – 02:49
8. Beth – 02:45
9. Do You Love Me – 03:33
10. Rock 'n Roll Party – 01:25

Disc 2
1. I Want You – 03:02
2. Take Me – 02:53
3. Calling Dr. Love – 03:41
4. Ladies Room – 03:25
5. Baby Driver – 03:39
6. Love 'Em and Leave 'Em – 03:41
7. Mr. Speed – 03:19
8. See You in Your Dreams – 02:31
9. Hard Luck Woman – 03:32
10. Makin' Love – 03:12

Disc 3
1. I Stole Your Love – 03:04
2. Christine Sixteen – 03:12
3. Got Love For Sale – 03:28
4. Shock Me – 03:47
5. Tomorrow and Tonight – 03:38
6. Love Gun – 03:16
7. Hooligan – 02:58
8. Almost Human – 02:48
9. Plaster Caster – 03:25
10. Then She Kissed Me – 03:01